# Клинцовская епархия
Клинцо́вская епа́рхия — епархия Русской православной церкви, объединяющая приходы и монастыри в западной части Брянской области (в границах Гордеевского, Злынковского, Клетнянского, Климовского, Клинцовского, Красногорского, Мглинского, Новозыбковского, Погарского, Почепского, Стародубского, Суражского, Трубчевского и Унечского районов). Входит в состав Брянской митрополии. Правящий архиерей носит титул епископа Клинцовского и Трубчевского.

## История
Епархия образована 29 мая 2013 года решением Священного Синода Русской православной церкви путём выделения из состава Брянской епархии с включением обеих епархий в состав Брянской митрополии.

## Епископы
- Епископ Сергий (Булатников) (13 июня 2013 — 25 декабря 2014)
- Епископ Александр (Агриков) (25 декабря 2014 — 1 сентября 2015) в/у, митрополит Брянский
- Епископ Владимир (Новиков) (с 1 сентября 2015)

## Благочиния
Епархия разделена на 12 церковных округов (По состоянию на октябрь 2022 года[значимость факта?]):
- Гордеевское благочиние
- Клетнянское благочиние
- Климовское благочиние
- Клинцовское благочиние
- Мглинское благочиние
- Новозыбковское благочиние
- Погарское благочиние
- Почепское благочиние
- Стародубское благочиние
- Суражское благочиние
- Трубчевское благочиние
- Унечское благочиние

## Монастыри
- Клинцовский Свято-Успенский монастырь в Клинцах (женский)[2]
- Климовский Покровский монастырь в селе Покровское Климовского района (мужской). Действует как подворье Казанской Площанской Богородицкой пустыни. Планируется его преобразование в самостоятельный[3]

недействующие
- Ильинский монастырь в Трубчевске (женский)
- Чолнский Спасский монастырь в селе Кветунь Трубчевского района (мужской)
- Каменский Успенский женский монастырь в селе Забрама Климовского района
- Николаевский Каташинский монастырь в селе Каташин Новозыбковского района